# Csurulyásza község
Csurulyásza község (románul: Comuna Ciuruleasa) község Fehér megyében, Romániában. Központja Csurulyásza, beosztott falvai Bidigești, Bodrești, Boglești, Buninzsina, Ghedulești, Morărești, Mătișești (Csurulyásza község), Vulcan.

## Népessége
A 2011-es népszámlálás adatai alapján a község népessége 1197 fő volt.